# Psychotria cutucuana
Psychotria cutucuana är en måreväxtart som beskrevs av Charlotte M. Taylor. Psychotria cutucuana ingår i släktet Psychotria och familjen måreväxter. Inga underarter finns listade i Catalogue of Life.